# Ships with Sails
Ships with Sails è una canzone del gruppo rock statunitense The Doors, scritta da Robby Krieger, John Densmore e Ray Manzarek. È il secondo singolo estratto dall'album Other Voices e pubblicato nel gennaio 1972. Il singolo in questione è il quindicesimo nella discografia dei singoli dei The Doors.

## Posizioni Chart
| Anno | Singolo            | Chart             | Posizione |
| ---- | ------------------ | ----------------- | --------- |
| 1972 | "Ships with Sails" | Billboard Hot 100 | /         |